# Wilhelm Lorenz (general)
Wilhelm Lorenz (25 de abril de 1894 - 2 de enero de 1943) fue un general de la 
Wehrmacht de la Alemania Nazi durante la II Guerra Mundial. Fue condecorado con la Cruz de Caballero de la Cruz de Hierro. Lorenz fue herido el 27 de diciembre de 1942, y murió de sus heridas el 2 de enero de 1943 en Demiansk, en la Unión Soviética ocupada. Fue promovido póstumamente a Generalmajor.

## Condecoraciones
- Cruz de Caballero de la Cruz de Hierro el 28 de diciembre de 1942 como Oberst y comandante del Infanterie-Regiment 376[1]